# Ouse (Yorkshire)
L'Ouse (pronunciat /ˈuːz/) és un riu que circula pel comtat de North Yorkshire, (Anglaterra). Des del punt de vista hidrològic aquest riu és una continuació del riu Ure i, la combinació de l'Ure més l'Ouse, un recorregut total de 208 km, fa que siguin el sisè riu del Regne Unit d'entre els que circulen només per un comtat. La llargada de l'Ouse, sense comptar l'Ure, és de 84 km.
El riu es forma quan conflueix el riu Ure amb el torrent Ouse Gill Beck en un lloc anomenat Cuddy Shaw Reach, dins del municipi de Linton-on-Ouse, unes sis milles després que el riu Swale conflueixi amb e l'Ure. Llavors l'Ouse passa per la ciutat de York i després per Selby i Goole. Tot seguit rep les aigües del Trent, a Trent Falls, dins el municipi de Faxfleet, on s'uneix a l'estuari de l'Humber i acaba desembocant a la mar del Nord.
El conjunt d'afluents de l'Ouse està format pels següents cursos d'aigua: Derwent, Aire, Don, Wharfe, Rother, Nidd, Swale, Ure, i Foss. La conca hidrogràfica abasta una zona del nord d'Anglaterra que inclou els Yorkshire Dales i els North York Moors.
La vall de l'Ouse és una plana àmplia, que aplega fortes pluges procedents de la part alta i causa desbordaments al seu pas a prop de les poblacions situades en aquesta plana. En els darrers anys, York i Selby, han estat les més durament afectades.

## Naixement
La font tradicional de l'Ouse està a la vila de Great Ouseburn, on hi ha una columna que marca el lloc amb la inscripció "Cap del riu Ouse... Font Ousegill, York a 13 milles, Boroughbridge a 4 milles", però aquest indret està a 35 m de la deu Ouse Gill Beck, l'actual naixement abans anomenat Usekeld Beck, que deriva del terme en noruec antic kelda («deu»).
L'inici de l'Ouse es considera avui dia que és el punt on les aigües de l'Ouse Gill Beck s'uneixen a les del riu Ure, a 2,5 km al sud-est de Great Ouseburn.

## Navegació
L'Ouse és navegable al llarg de tot el seu recorregut. Els vaixells procedents de la mar el poden navegar fins a Goole, on hi ha un moll i un accés al canal Aire i Calder. Des de Selby hi ha accés a un altre canal, el Selby Canal. El riu està sotmès a l'influx de les marees des de Naburn; aquesta zona rep el nom a nivell local de "the Aegir".
A Naburn hi ha una resclosa amb diverses comportes que permet que les embarcacions de 45,7 m d'eslora i 4,6 m d'escora puguin arribar a York. Més amunt de York hi ha una altra resclosa, situada a Linton-on-Ouse, que permet el pas a embarcacions de 20 m d'eslora cap al canal del riu Ure.
L'autoritat amb competència sobre la navegació de l'Ouse des de Tret Falls fins al pont Skelton, a Goole, és diu Associated British Ports, i més amunt s'encarrega el Canal & River Trust.
Durant els segles xviii i xix hi va haver un considerable tràfic comercial per aquest riu, sobretot des de Selby, on hi havia llavors una duana. Quan el 1826 es va inaugurar el canal Aire i Calder, la major part del trànsit es va concentrar al port de Goole. Encara hi ha força moviment de mercaderies des de Goole, tot i que ha cessat el transport de carbó, que era la principal mercaderia.

## Poblacions

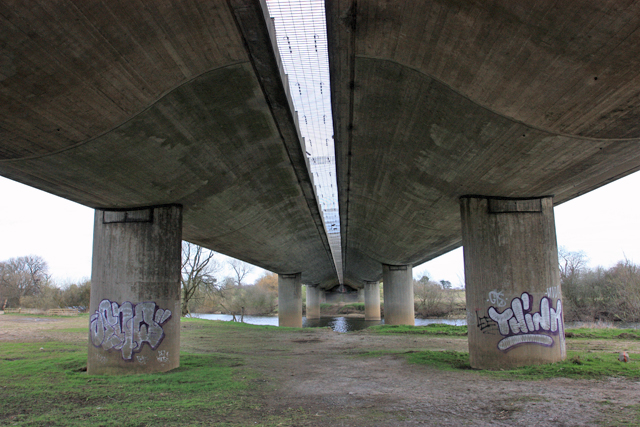
L'autovia A64 creua el riu Ouse a Bishopthorpe.

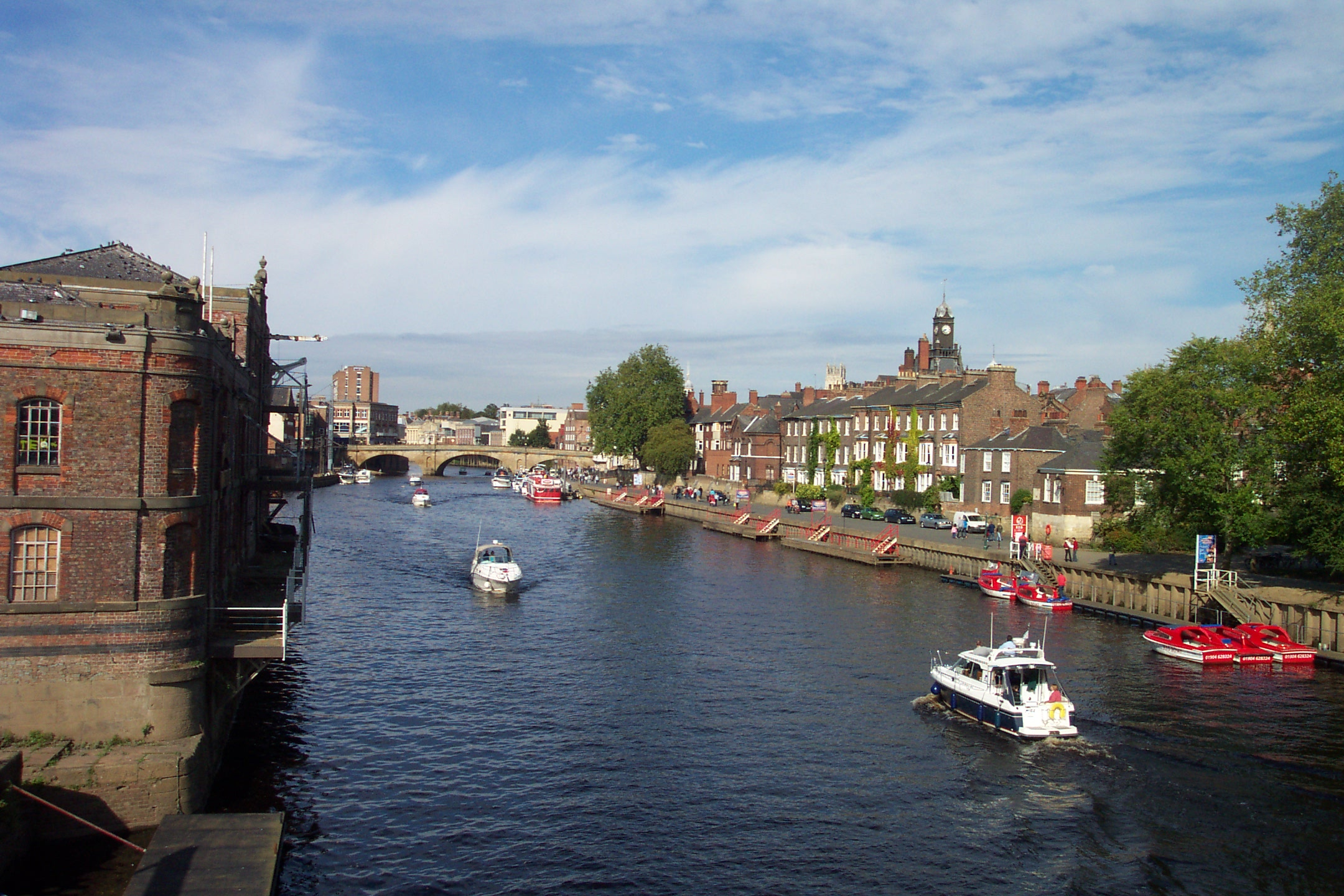
El riu Ouse passant per la ciutat de York, vistes des del pont de Skeldergate, amb el pont de l'Ouse al fons.

La següent llista són les poblacions per on passa el riu Ouse des de la confluència del Swale i l'Ure.
- Lower Dunsforth
- Aldwark
- Linton-on-Ouse
- Newton-on-Ouse
- Nun Monkton
- Beningbrough
- Overton
- Nether Poppleton
- York
- South Bank
- Fulford
- Bishopthorpe
- Naburn
- Acaster Malbis
- Acaster Selby
- Cawood
- Kelfield
- Riccall
- Barlby
- Selby
- Hemingbrough
- Barmby on the Marsh
- Booth
- Hook
- Skelton
- Goole
- Swinefleet
- Saltmarshe
- Reedness
- Little Reedness
- Whitgift
- Blacktoft
- Ousefleet
- Faxfleet

Després l'Ouse s'uneix al Trent, al municipi de Trent Falls i passa a formar part de l'estuari de l'Humber.